# Guillaume-Antoine Olivier
Pour les articles homonymes, voir Olivier (homonymie).
Guillaume-Antoine Olivier, est un naturaliste et un entomologiste français, né le 17 janvier 1756 aux Arcs près de Draguignan et mort le 1er octobre 1814 à Lyon. Il est le grand-père de l'entomologiste et botaniste Ernest Olivier (1844-1906).

## Biographie
Il fait ses études de médecine à la Faculté de Médecine de Montpellier. Il découvre l'histoire naturelle au contact de Pierre Marie Auguste Broussonet (1761-1807). Il exerce la médecine dans sa ville natale mais il trouve cet emploi sans intérêt et peu rémunérateur. Jean-Baptiste Gigot D'Orcy, détenteur d'une très riche collection minéralogique et entomologique, l'engage pour aller récolter des insectes aux Pays-Bas, en Grande-Bretagne et dans d'autres pays.
C'est cet emploi qui lui permet de rédiger les articles sur les insectes et les araignées de l’Encyclopédie méthodique (1789-1825, 10 volumes, 389 planches) et, plus tard, son grand travail sur les coléoptères (Entomologie ou Histoire naturelle des insectes, avec leurs caractères génériques et spécifiques, leur description, leur synonymie et leur figure enluminée, 1789-1808, 6 volumes, 363 planches).
En 1792, il part avec son collègue Jean-Guillaume Bruguière pour un grand voyage de six années au Moyen-Orient et visite l'Empire ottoman, la Perse et l'Égypte. Il rassemble une collection considérable et revient en France en 1798. Elle est aujourd'hui conservée au Muséum national d'histoire naturelle de Paris (une petite partie est au Muséum d'Édimbourg). Il publie en 1807 le compte rendu de son voyage sous le titre de Voyage dans l'Empire Ottoman, l'Égypte et la Perse (Paris, 3 volumes).
Il est membre de l'Académie des sciences de Paris le 5 germinal an VIII (26 mars 1800) et devient peu après professeur de zoologie à l'École vétérinaire d'Alfort.
Il est l'ami de Johan Christian Fabricius (1745-1808) ainsi que le patron et le protecteur de Pierre André Latreille (1762-1833) notamment durant la période tourmentée de la Révolution.

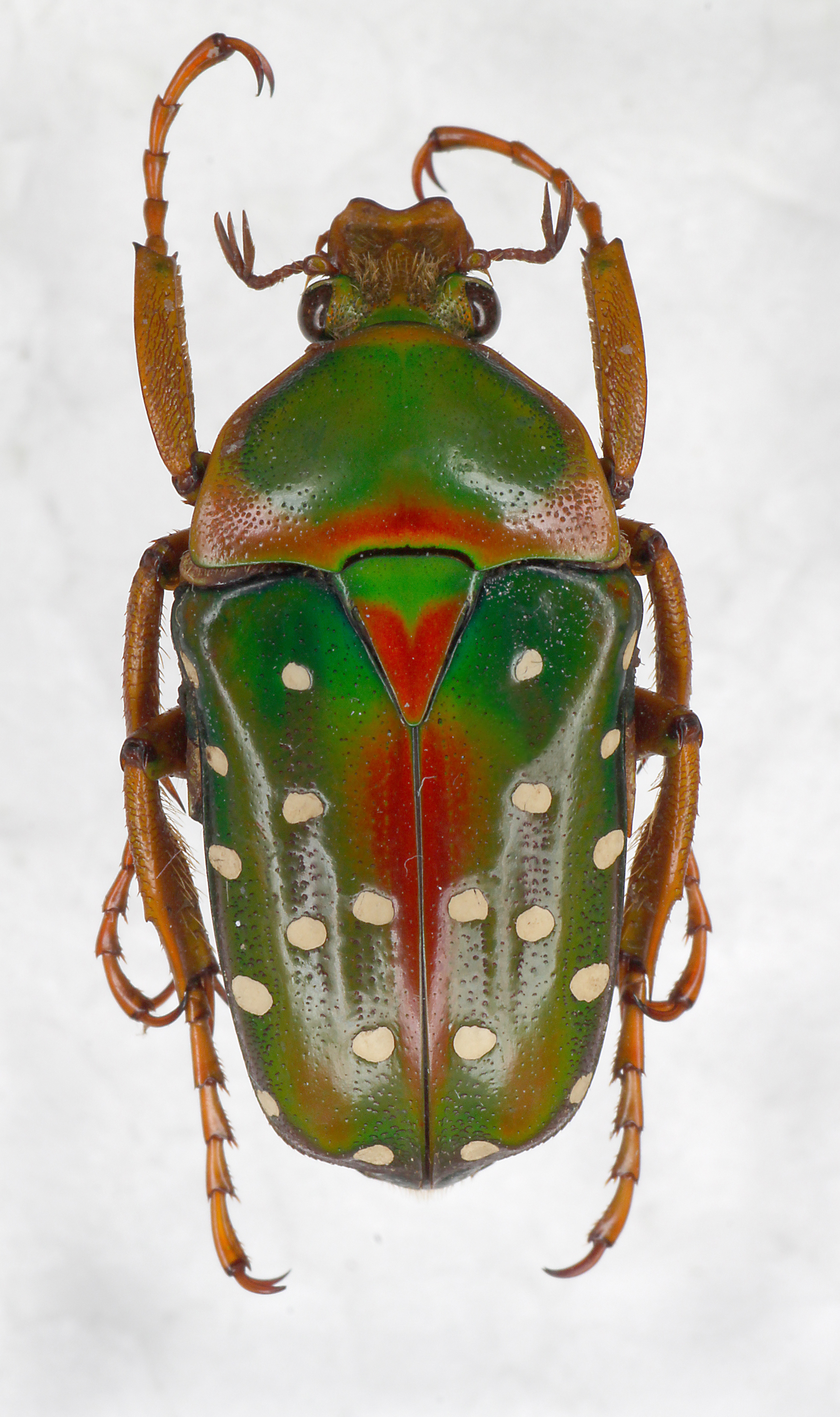
Espèce de scarabée africain étudiée par Olivier: Stephanorrhina guttata Olivier, 1789.
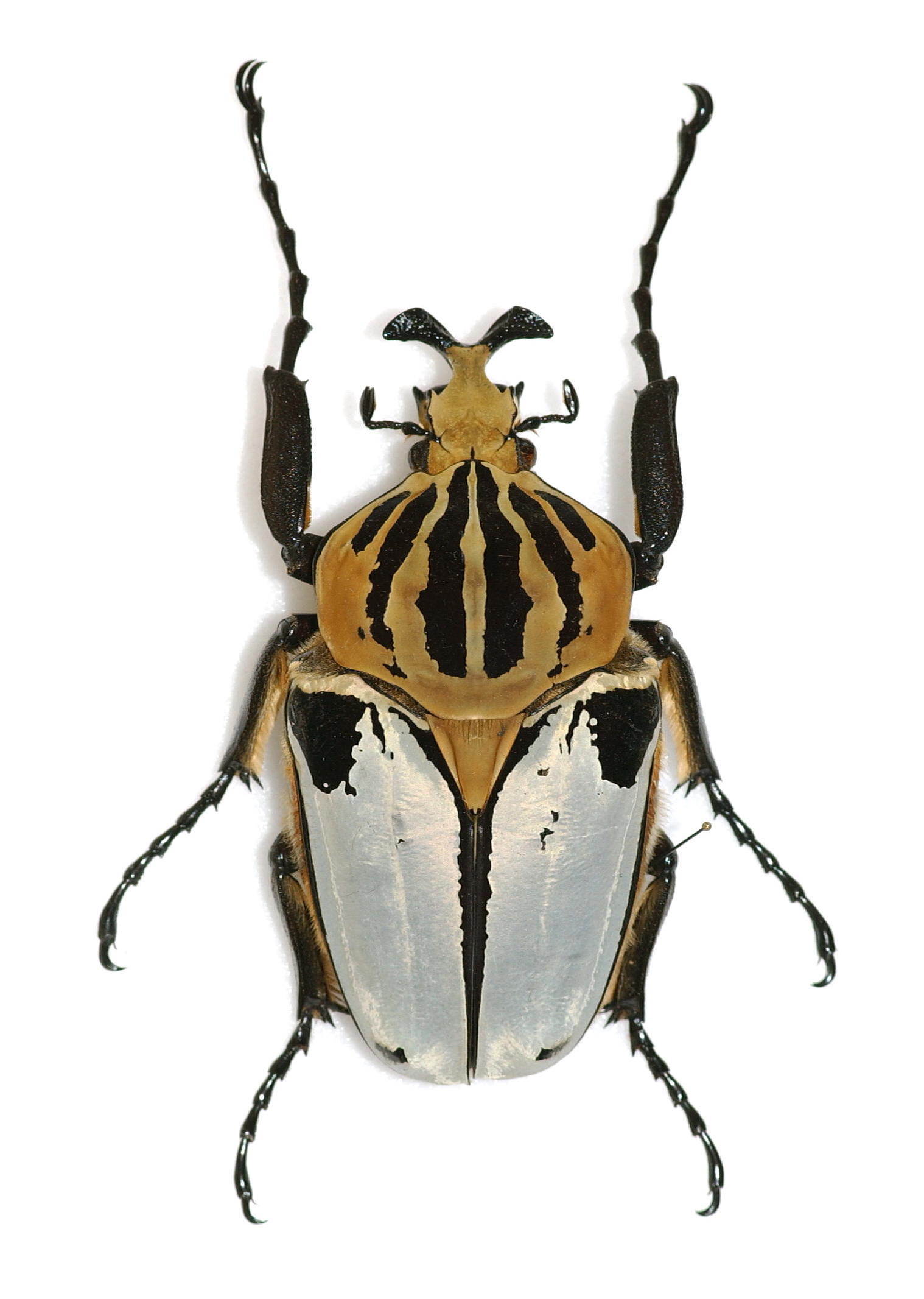
Goliathus cacicus mâle ; Olivier, 1789.

## Liste partielle des publications
- Voyage dans l'Empire Othoman, l'Égypte et la Perse, fait par ordre du gouvernement pendant les six premières années de la République. Paris, H. Agasse, 1801-1807, 3 volumes.
- Olivier, G. A. 1789. Encyclopédie méthodique. Histoire naturelle. Tome quatrième. Insectes. Paris. 331 p.
- Olivier, G. A. 1789. Entomologie ou Histoire naturelle des insectes, avec leurs caractères génériques et spécifiques, leur description, leur synonymie et leur figure enluminée. Tome premier [-cinquième]. Paris, Imp. Baudouin.